# 庚子 (西涼)
庚子（こうし）は、五胡十六国時代、西涼の君主李暠の治世で使用された元号。400年11月 - 404年12月。

## 西暦・干支との対照表
| 庚子 | 元年  | 2年   | 3年   | 4年   | 5年   |
| 西暦 | 400年 | 401年 | 402年 | 403年 | 404年 |
| 干支 | 庚子  | 辛丑  | 壬寅  | 癸卯  | 甲辰  |